# 理察·胡克
理查·胡克，又有譯為理查德·胡克爾（聖公會譯理查德·可格，1554年—1600年，聖日為11月3日），文艺复兴时期英格兰神学家。他的多卷本著作《教會行政法規》成為了英格蘭教會的基石，因此是16世紀最重要的英格蘭神學家之一，和托馬斯·克蘭麥及約翰·朱厄爾一起被稱作聖公會的創始人。

## 生平

### 家庭背景
於西元1554年，在英國德文郡艾希特郊區的村莊出生，理查·胡克的父親是羅傑‧胡克(Roger Hooker)，母親及其他兄弟姊妹的紀錄不詳。胡克的家庭信奉克爾文派，其雙親非常虔誠且敬畏上帝，因此胡克身受影響，認知到溫和與虔誠是信仰的重要核心。胡克的個性溫和、不偏執，非常渴求知識，期望自己成為有美德且高尚的人。

### 求學階段
胡克於西元1562至1569年(約8歲至16歲)的時候在埃克塞特的語法學校就讀，因其好學不倦的特質受語法學校的校長肯定，於是勸說胡克的雙親，務必要讓胡克順利完成學業，校長會負責想辦法解決學費。第一個成為胡克學費的贊助人就是他富有的叔叔—約翰‧胡克(John Hooker)。約翰認為理查·胡克天資聰穎，希望他能夠好好受教育，於是特意安排理查·胡克和校長於感恩節的時候去見他的好朋友，索爾茲伯里的主教—約翰‧喬威爾，約翰‧喬威爾主教在考察胡克的學問、行為與對信仰的敬虔程度後，決定支持胡克的學費，成為第二位贊助人，並於西元1569年（約16歲時）安排其進入牛津大學基督聖體學院 就讀。進入基督聖體學院後，院長柯爾博士(Dr．Cole)安排約翰‧雷諾茲博士(Dr．John Reynolds)作為胡克的輔導老師，他是一名清教徒。在約翰‧喬威爾主教逝世後，柯爾博士成為胡克第三位的經濟支持者。
胡克有兩位知心好友，都是他的家教學生，一位小愛德溫‧桑德斯，也就是後來的愛德溫‧桑德斯（ Edwin Sandys ）爵士，以所著的《歐洲知識寶鑒》而聞名。他的父親是愛德溫‧桑德斯，與約翰‧喬威爾主教是在德國同甘共苦的好友，埃德溫因聽了喬威爾主教對於胡克的讚賞，故找到胡克作為小埃德溫的家教老師。另一位學生是小埃德溫的同學—喬治‧克藍麥（George Crammer），托馬斯·克蘭麥的長子。胡克與兩個學生的友誼是建立在信仰的基礎上，透過對基督的共同研究，友情日漸深厚。

### 牧職
胡克於1584年至聖保羅十字教堂佈道，1585年3月17日就任倫敦聖殿教堂的牧師，職位類似於院長和首席牧師。聖殿是法律學習和培訓的首要英語中心之一，也是許多政府官員或是重要人士的集散地，因此是倫敦極重要的教堂之一。該職位的另一位候選人是沃爾特‧特拉弗斯 （Walter Travers, 1548-1635），沃爾特也是篤信克爾文派，雖然他沒有收到英國國教的命令，但他被任命為聖殿教堂的講師（傳教士），和胡克一起共事。當胡克開始公開捍衛英國國教反對清教主義時，他在早上向聖殿會眾講道，結果被他的同事沃爾特下午的演講駁斥。因此，據說聖殿會眾早上聽坎特伯雷，下午聽日內瓦。雖然擔任牧職，但胡克甚少實際工作，大多時間用來佈道與寫作。他甚至居住於倫敦區或坎特伯雷附近，為要方便參與英國教會的辯論工作。
1591年胡克離開聖殿教堂的工作，居於鄉間以利撰寫《教會政制法規》（Of the Laws of Ecclesiastical Polity）；1595年升為坎特伯雷附近肯德之主教封境監牧，直到1600年11月離世。

### 婚姻
因丘奇曼夫人作媒，胡克於1588年與瓊安‧丘奇曼（Joan Churchman）結婚，但是這樁婚姻並不被看好。胡克與瓊共育有六個孩子：兩個兒子，四個女兒，但兩個兒子不幸夭折，只有女兒活下來。埃德溫‧桑兹和喬治‧克藍麥曾在胡克結婚後去探訪他，但是兩位對於瓊的印象非常不好，認為她是一位既不體貼又對胡克沒有任何好處的妻子，他們甚至直接向胡克表示他們的想法，但胡克則解釋人生的際遇並不是都能得到自己想要的，唯有順服和忍耐。

## 著作
- 《教會行政法規》(Low of Ecclesiastical Polity)：在胡克的有生之年，只出版了前面五本，還有三本是在他逝世後才出版的，總共八本。書中清楚表明，教會與國家是由同樣的人組成，即「國家教會」，只是由於角色不同，才有區別。[11]
- 《細論稱義》(A Learned Discourse of Justification)

## 神學

### 時代背景
十六世紀德意志宗教改革席捲歐洲，成為歐洲宗教改革，而羅馬天主教派面臨歐陸教會改革的變動。英國教會於亨利八世（Henry Ⅷ, 1509-1547）婚姻問題引發一連串的改革推動下，於1533年的「禁止上訴法」和1543年的「最高權威法」正式宣布與教宗脫離關係，並宣告亨利及其王位繼承人才是英國教會在世上的唯一最高元首。然而，亨利並未創建新的英國教會，且在神學立場上仍保留不少傳統的教義與禮儀，承襲羅馬天主教，卻未過於遷就更正教神學。換言之，英國教會脫離羅馬天主教，幾乎只是從教宗威權轉換成君王威權，但是仍維持羅馬天主教的信仰內容。學者均稱此為「安立甘主義」的開始。
亨利死後英國分為三黨，其中的最大黨與亨利的政見相同，對於教會採取保守立場，不希望改革教理和崇拜儀式。其餘兩黨分別為想要復興教宗權勢的公教黨，以及推崇歐陸改革方式的抗議派黨。從此英國教會隨著君王的政治與神學立場而動盪不安。
伊莉莎白（Elizabeth, 1558-1603）繼位時，國內局勢形成公教黨與抗議派黨之對峙。原被已故皇后瑪麗（Mary, 1553-1558）打壓驅逐的抗議派黨，紛紛返回英國。為了國家利益為重，站在抗議派黨立場的伊莉莎白採取較為謹慎的宗教改革方針，以化解宗派林立之問題。她將「最高元首」的頭銜改成「最高管理者」；下令修改當時教會共用的《公禱書》規定教會的崇拜儀式；亦修改坎特伯雷大主教克藍麥（Thomas Cranmer,1489-1556）擬定的「四十二信條」，使《三十九信條》成為英國教會正式的信仰根據。
然而，伊莉莎白的改革並未滿足抗議派黨的理念，他們強調聖經的權威，不認教會的權威傳統；不滿羅馬天主教的崇拜儀式、神職人員的禮服和階級權柄等等存在於英國教會中。因此在1560年，這些對於教會仍抱持著改革、肅清的一群人被稱為「清教徒」（Puritans），他們主張從教會內逐步改革，將崇拜方式及教牧禮服修改符合聖經的教導；與此同時，另有一派支持克爾文預選說理念信徒對於清教徒的改革方式不以為然，他們極力建立一個合乎聖經真理的教會，極欲擺脫英國教會，這些人被稱為分離派（Separatists）。於是英國教會又再次陷入動盪不安之局面。

### 思想
胡克可說是聖公宗的設計師，負笈牛津大學時，就投在聖公宗的大旗下，但他對天主教很同情。胡克認為天主教某部份的思想雖是異端，卻不全然是錯誤的。他組合了自由意志說與神人合作說的救贖論，就是人類可以自由決定是否接受神的恩典，而參與自己得救的過程，雖然胡克也談論神的揀選及預定論，但他認為是根據「神的預知」，不是「永恆之神的預定」。胡克也強調「恩典使自然得以實現，而不是與之對抗的經院哲學觀念」。胡克爾甚至認為天主教徒的信念雖然有誤，仍可以進入天堂。
胡克的聖公宗神學相較於其他更正教神學，保留較多天主教傳統。胡克與英國宗教改革之父克藍麥都認為，聖經有至高權威，任何傳統和習俗都不能違背聖經，提倡「唯靠恩典因信稱義」的教義，同時強調善行與成聖的重要性。雖然胡克也教導所有基督徒都可直接到神面前禱告，不需要神職人員居中參與，看似承認「信徒皆祭司」的原則，但胡克也極重視授聖職禮(ordination)與祭司職分，然而胡克卻極度維護主教的權威。
對於教會體制問題有深入探討的胡克，成為女王伊莉莎白宗教政策的代言人。胡克強調三重權威：聖經、教會和理性，融合於其著作《教會政制法規》中。此書重點在於對清教徒的辯論和糾正，意為捍衛英國教會，並折衷於保守的羅馬天主教會與偏激的清教主義。本書重點摘要如下：

#### 第一卷：論「法」
法則的設立在太初時，上帝以祂自身施行萬事而設立的；有些法則是天然萬物所持守的；有些法則是上帝的使者所遵行的；有些法則是藉以人在行為上受指引去模仿上帝的。然而人有理性之光，所以能自然發現法則，而此理性也能引領人製造各種人為法規。教會政制法規跟國家的憲法及法律條文一樣，都是由此而來的。

#### 第二卷：對聖經的看法
回應清教徒的立場「聖經是人們今生做一切事的唯一準繩」。胡克表示，人在世上有許多情境，《聖經》並不提供具體教導；面對這些情境時唯有行使自己最穩妥的判斷。

#### 第三卷：對教會政制的看法
回應清教徒立場「在《聖經》裡必然含有教會政制的方式，其中的法規總不能更改」。胡克認為，教會政制的事項是僅次於信仰和得救的事項，但卻可以隨著變遷中的情況，透過共同商議妥善修訂，只要不與真理違背，都可以視為上帝所允許的。

#### 第四卷：清教徒對禮儀的批評
清教徒認為英國教會留有教皇制度下的陋習，必須徹底的進行改革。胡克則強調敬虔的禮儀不應因承襲自羅馬天主教而遭拒絕。

#### 第五卷：對聖職與聖禮的維護
縱使清教徒指摘英國教會的禮儀，胡克仍給予答覆。清教徒認為教會遵守的本分中含有許多迷信的成分，也批評聖職賦有特權，容易導致法規條例腐敗化。胡克則強調理性之光能夠掃除迷性。針對聖餐和洗禮，他則視為「上帝引世人達到永生的有力器皿」，強調基督如何參與在禮儀的形式和內容中，並以此成為持守聖品階級的理由。

### 總結
胡克的神學立場中雖然強調「聖經」的重要，卻又拒絕聖經為至高的權威，對於聖經中沒有明確說清楚的領域，往往訴諸廣泛、理性的詮釋方法；與改革派更正教衝突之處，他更將救恩描述為「人性透過聖禮慢慢分享神性的過程」，胡克反對天主教因功生效的聖禮觀，但也接受古典的正統與大公信念，認為聖禮使人與上帝聯合，並使人更新變化成為真正聖潔而不死的人。對於聖職的爭議，胡克較傾向羅馬天主教的祭司主義，因為他認同並且應當維護天主教的使徒統緒；關於主教職位，胡克反而強化主教權威，為的是以國王作為英國教會最高統治者為原則，來拉近政府和宗教團體的距離，然而實則國王的權力先於主教。
胡克看似具包容性的神學立場，卻是融合了羅馬天主教及更正教，卻又不完全等同於之。二十世紀的胡克的現代詮釋者與辯護者桑頓（Lionel Thornton, 1884-1960）也認為，胡克是天主教徒也是更正教徒，但其理念更是偏向天主教。面對當代的宗教改革議題，胡克這種的折衷方案，除了鞏固伊莉莎白的執政王朝，也為英國打造了適合其民族性、可發展長久的國家教會。